# Хварска буна
Хварска буна или устанак хварских пучана био је устанак на челу с Матијом Иванићем, а захватила је читаво острво Хвар и град Хвар, средиште комуне. Устанак је прерастао у четворогодишњи грађански рат (1510—1514) с јасно изграђеним елементима ранограђанске револуције.

## Узроци
Млетачка влада постављала је своје племиће за кнезове у далматинским комунама, одузимајући им најважнију повластицу некадашње аутономије, али су племићка већа и под њеном управом задржала велику власт у локалној самоуправи. Због њихове одлучујуће улоге у законодавству и комуналним службама грађанство је још у 15. веку формирало грађанске (пучке) скупштине (конгреге), у којима су захтевали службено прихватање својих закључака, неке комуналне службе и право на контролу одлука племићких већа. Одбијање тих захтева био је главни узрок незадовољства грађанства и честих сукоба с племићима.
Други узрок био је бахато понашање племића према грађаским женама и девојкама, што је изазивало неподношљиву мржњу грађана. Племићи су их јасно презирали и давали им на знање да су нижа врста људи, њихови подложници и слуге. Трећи узрок објашњава се тежњом обогаћених грађана да се изједначе с племићима и постану чланови великих већа. Кад нису успели да отклоне ниједан од наведених узрока, дизали су буне од којих је најпознатији устанак Матије Иванића од 1510. до 1514. године.
Да би осигурали власт у локалној самоуправи, племићи у комуналним статутима утврђују неке правне норме феудалног система у континенталном залеђу. У време доношења Хварског статута (1331) Велико веће већ су чини само племићи, који 1334. одлучују да у њему могу бити бирани само они којима су очеви и дедови били чланови. Тако озакоњена племићка олигархија проглашава управу комуном божјом мисијом остваривања правде. Чак и казнене одредбе статута дискриминишу пучане.
Руководећи се средњовековном идејом о одређеним типовима лошег понашања, који су чешћи у нижим друштвеним слојевима, састављачи статута писали су казнене одредбе. Притом полазе од укорењених схватања да је девијантно понашање пучана условљено тешким друштвеним положајем, сиромаштвом, примитивношћу и склоностима инстинктивном реаговању. Будући да племићи такво понашање сматрају штетним и опасним за одржавање своје власти проглашавају га казненим делима.
На тај начин су прогласили казненим делима читав низ типова понашања пучана изражавајући споменуту средњовековну идеју по којој се закони не пишу за добре људе, јер би они иначе поступали по законским прописима, него за зле који се једино претњама и казнама предвиђених законом могу одвратити од зла. То уједно указује и на поимање да су сви пучани зли, а племићи добри. Таква правна дискриминација, поред осталих узрока, довела је до хварског устанка.

## Повод и ток буне
Непосредан повод устанка било је насилно поступање неких младих племића према грађанима, нарочито силовање њихових девојака. Након овога избио је устанак који је захватио читав Хвар. На чело устаника дошао је Матија Иванић, члан имућне грађанске породице. Иванић је с наоружаним пучанима, ушао у град Хвар и заједно са становништвом града нападао племиће, неке погубио и спалио њихове куће, остале затворио, а од хварског кнеза затражио равноправност свих сталежа.
Пошто је под заповедништвом прикупио 2.000 наоружаних људи и опремио 30 лађа за кружење око острва и спречавање бежања племића у Венецију, загосподарио је острвом. У другој години устанка упутио је молбу млетачкој влади да одобри сазив Генералног већа свих сталежа у граду Хвару ради оснивања праведније управе од претходне. Молба је садржала 22 потписа с пуним именима и назнаку да њихове жеље потврђује још 60 угледних грађана. Истовремено, потписници су оптужили избегле племиће за сва насиља и разлоге због којих су се побунили и траже да они буду кажњени.
У почетку се у том сукобу млетачка влада (између осталог и због тога што је Венеција тада у рату с Камбрејском лигом) држала привидно неутрално покушавајући измирити пучане с властелом, због чега је у Венецију позвала и једне и друге. Будући да у томе није успјела, а како је хварски устанак оставио снажан утисак у цијелој Далмацији и пријетио да ће се проширити, одлучила је енергично дјеловати на њеово смиривање и у Хвар је послала провидура Зуана Навајера. Нема података како је он обавио задатак, али су се 1511. пучани умирили (иако и даље држе власт на острву и не допуштају повратак избјеглим племићима). Но, пред крај исте године избили су немири у цијелој Далмацији, па је млетачка влада 1512. послала новог провидура Себастијана Јустинијана. Славољубиви и окрутни провидур је покушао грубом силом сломити отпор хварских устаника, тероризирајући и затварајући их, осудивши 69 на прогонство, а обећао је 400 дуката ономе ко ухвати Матију Иванића. Но, након пораза од Иванићевих снага код Јелсе, изгубио је провидурску службу.
На вест о новом нападу пучана на град Хвар, Венеција је послала 15 ратних галија под заповедништвом провидура Капела. Око 1.500 војника искрцало се у Старом Граду. Након доласка на острво они су, до октобра 1514. године, потопили све наоружане лађе устаника, након дугог отпора свладали устанике на острву и на заповедничкој галији вешали 20 вођа устанка, а десеторици одсекли по једну руку и извадили по једно око. Тако је хварски устанак угушен у крви. Матија Иванић успео је да напусти острво и да се повуче у Крајину. Након гушења устанка он није прекинуо све везе с острвом, где се враћао у два наврата. У мају 1515. године се наоружаним бродом пребацио из Крајине до источног рта острва, а у септембру 1516. године у Врбоској је отео брод са вином и потом се вратио у Крајину. Борбу грађанства за равноправност, али не више насилним путем, наставио је син Матије Иванића, Иван Иванић, и његови потомци.